# Carduus defloratus
Carduus defloratus (лат.) — вид двудольных растений рода Чертополох (Carduus) семейства Астровые (Asteraceae).

## Ботаническое описание

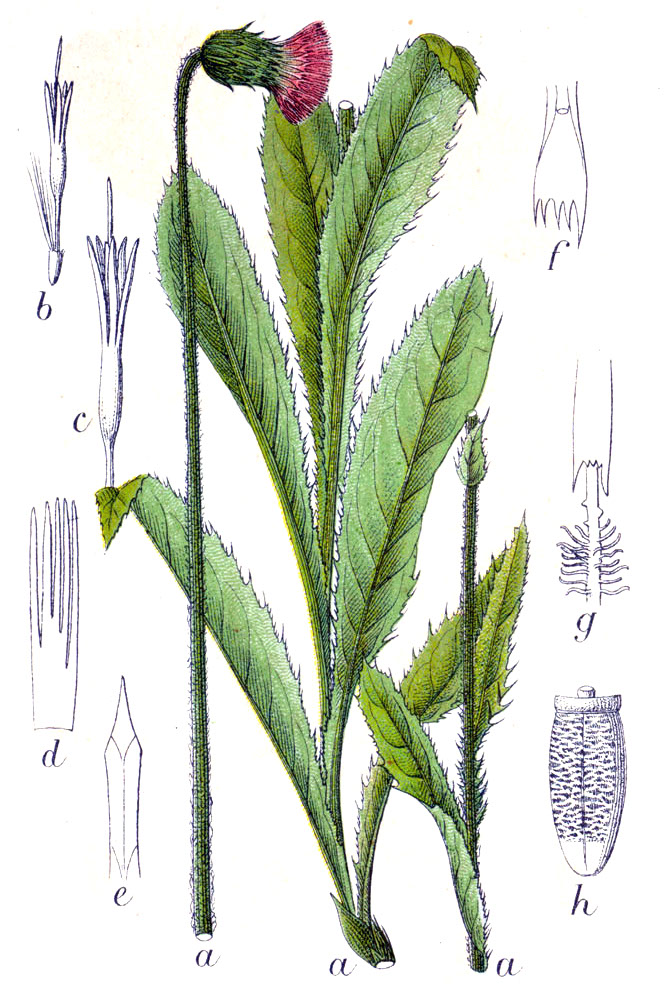
Carduus defloratus

Вид очень изменчив, особенно по форме листьев, в соответствии с чем некоторые авторы выделяют несколько подвидов. Однако, в отличие от других видов чертополаха, он имеет только одиночные цветочные головки.
Многолетнее травянистое растение, высотой от 10 до 50, редко до 90 см, образует корневище. Нижняя часть стебля густолистная, а у некоторых видов колюче-крылатая за счёт разветвлённых стеблевых листьев. Верхняя же часть в основном безлистная и бесхребетная, а также бескрылая и несколько войлочно-опушённая.
Стеблевые листья очень разнообразной формы в основном голые, бесстебельные с немного суженным основанием. В зависимости от подвида листовая пластинка от жёсткой до мясистой, неразделенная, перисто-лопастная или с зубчиками.
Период цветения в северном полушарии — с июня по август или сентябрь. На каждой ветви имеется не более одного конечного соцветия в форме корзинки, диаметром 1-3 см. Во время цветения соцветия иногда поникают, в остальное время прямостоячие. Прицветники оттопыренные, в отличие от Cirsium tuberosum, где они прижаты. В зависимости от подвида внешние прицветники имеют ширину от 1 до 2,5 мм у основания и заканчиваются коротким или длинным колосом. Соцветия содержат до 200 гермафродитных, пурпурных, двугубых трубчатых цветков.
Семянка имеет длину 3-4,5 мм, ширину 1,2-1,5 мм и толщину 0,8-1 мм. Папула длиной 1-1,5 см.
Число хромосом 2n = 18, 20, 22 или 24.

## Распространение и экология
Carduus defloratus — мезоморфный гемикриптофит. Опыление осуществляется насекомыми, встречается самоопыление. Образование семянок половое.
Вид встречается в Центральной Европе (от Пиренеев через Альпы до северных Балкан и Карпат) от долин до высоты 3000 метров. В Граубюндене вид достигает 2870 м, в долине Аосты и кантоне Вале — 3000 м над уровнем моря. В Альпах Алльгау подвид Carduus defloratus subsp. defloratus поднимается на высоту 2100 м в Баварии.
Предпочитает известковые почвы, часто встречается на каменистых лужайках, а также на щебнистых и каменистых лугах. Встречается преимущественно в растительных сообществах ассоциации высоких кустарников, кустарничков и лугов на лесной линии и выше, альпийских газонах, альпийских известковых газонах, на часто заболоченных, свежих почвах (ржавые осоковые газоны), но встречается и на меньших высотах на полузасушливых лугах, в хвойных лесах, смешанные леса с преобладанием хвойных пород, сосновых лесах.
Первое научное описание вида было сделано в 1759 году Карлом Линнеем в Systema Naturae. Видовой эпитет defloratus означает «увядший».